# Cádiz Club de Fútbol
Pour les articles homonymes, voir Cadix (homonymie) et Cadiz.
Maillots
Actualités
Le Cádiz Club de Fútbol est un club  de football espagnol fondé en 1910 à Cadix en Andalousie sous le nom de Mirandilla FC avant d'être rebaptisé en 1936.
Le club présidé par Manuel Vizcaíno évolue en Liga HyperMotion depuis 2024.

## Repères historiques
| \| Cadix \| Emplacement de Cadix, en · Espagne. |
| Cadix                                           |

Le club est fondé le 10 septembre 1910 par José Rivera y Lora. 
Le club évolue en première division pour la première fois lors de la saison 1977-1978, puis lors des saisons 1981-1982 et 1983-1984, et ensuite de 1985 à 1993. Il obtient son meilleur classent en Primera Division lors de la saison 1987-1988, où il se classe 12e du championnat, avec 11 victoires, 13 matchs nuls et 14 défaites.
Après la conquête du titre en Segunda Division en 2004-2005, le club dispute sa 12e saison en Primera Division, avant de redescendre immédiatement à l'étage inférieur pour la saison 2006-2007. 
Le club est demi-finaliste de la Copa del Rey en 1990, et également quart de finaliste en 1989 et 2006.
En 2012, après avoir terminé 1er du groupe IV de Segunda B, le Cádiz CF manque de justesse l'ascension en D2, en s'inclinant 2-3 aux tirs au but face au CD Lugo, après s'être incliné face à la réserve du Real Madrid, et avoir battu Albacete aux tirs au but lors des matchs de barrage pour la promotion en D2. En novembre 2015, le club passe en 8èmes de finale de la Coupe d'Espagne après avoir gagné contre le Real Madrid sur forfait.
Le 12 juillet 2020, le club monte en D1 pour la sixième fois. Cela faisait quatorze ans que le club n'évoluait pas en D1.

## Identité du club
Le premier uniforme que Cadix portait était composé d'une chemise blanche, d'un pantalon blanc et de chaussettes noires.  Plus tard, les changements d'uniforme, Mirandilla FC, avaient été fondés au sein du Colegio San Miguel Arcángel et utilisaient les couleurs lasalliennes, c'est-à-dire le bleu et le jaune.  Dans de nombreux articles de presse, l'équipe était connue sous le nom d'équipe "blue cream".
Au cours de la saison 1933/34, une nouvelle étape dans l'histoire du club commence, avec l'inauguration du terrain de sport de Mirandilla et l'établissement du professionnalisme, ce qui conduira à la participation du club aux championnats officiels.  Cette nouvelle étape peut être vue dans les nouveaux maillots de l'équipe, qui, bien qu'ils conservent les caractéristiques de leurs couleurs bleues et jaunes, abandonnent les rayures verticales pour utiliser l'uniformité qui dure à ce jour, c'est-à-dire une chemise jaune et un short bleu.
| 1910      | De 1916 à 1923 | De 1923 à 1933 | 1933-1934 | 2012-2013 | 2016-2017 |
| 2017-2018 | 2018-2019      | 2019-2020      | 2020-2021 | 2021-2022 |           |

## Palmarès et records

### Palmarès
- Championnat d'Espagne de football D2 (1) : 2005
- Championnat d'Espagne de football D3 (1) : 2009

### Statistiques et records

#### Records du club
- Saisons en Primera Division : 13
- Saisons en Segunda Division : 41

#### Saisons par saisons
- 2004-2005 : champion d'Espagne de D2
- 2005-2006 : 19e de D1. Relégation en D2
- 2006-2007 : 5e de D2
- 2007-2008 : 20e de D2
- 2008-2009 : Champion de Segunda B (D3) et 1er du groupe IV
- 2009-2010 : 19e de D2 (relégation en D3)
- 2010-2011 : 4e du groupe IV de Segunda B (D3) (maintien en D3)
- 2011-2012 : 1er du groupe IV de Segunda B (D3)
- 2015-2016 : 4e du groupe IV de Segunda B (D3) (Promotion en D2 après six ans d'absence)
- 2016-2017 : 5e de D2
- 2017-2018 : 9e de D2
- 2018-2019 : 7e de D2
- 2019-2020 : 2e de D2 (Promotion en D1)
- 2020-2021 : 12e de D1
- 2021-2022 : 17e de D1
- 2022-2023 : 14e de D1

## Personnalités du club

### Historique des entraîneurs
- juil. 2008-jan. 2010 : Javi Gracia
- jan. 2010-juin 2010 : Víctor Espárrago
- juil. 2010-nov. 2010 : Risto Vidaković
- nov. 2010-juin 2012 : José González
- juil. 2012-nov. 2012 : Alberto Monteagudo
- nov. 2012-déc. 2012 : Ramón Blanco
- déc. 2012-mar. 2014 : Raül Agné
- mar. 2014-nov. 2014 : Antonio Calderón
- nov. 2014-avr. 2016 : Claudio Barragán
- Depuis avr. 2016 : Álvaro Cervera

### Joueurs emblématiques
- Andrés Fleurquín
- Oscar Dertycia
- Igor Štimac
- Mágico González
- József Szendrei
- Juan Villar
- Mário Silva
- Laurențiu Roșu
- Arteaga
- Diego Tristán
- Kiko
- Migueli
- Abraham Paz
- Kiko Casilla
- Jonathan Sesma
- Juan Ramón Carrasco

### Effectif professionnel actuel
Le premier tableau liste l'effectif professionnel du Cádiz CF pour la saison 2023-2024. Le second recense les prêts effectués par le club lors de cette même saison.
En grisé, les sélections de joueurs internationaux chez les jeunes mais n'ayant jamais été appelés aux échelons supérieurs une fois l'âge-limite dépassé ou les joueurs ayant pris leur retraite internationale.

## Image et identité
Les fans gaditans sont surnommés les cadistas et sont réputés pour l'atmosphère sulfureuse de Carranza. Il existe une grande rivalité historique entre les supporters du Cadix CF et ceux du Seville FC. Leur rivalité avec les clubs de Jerez de la Frontera donne lieu au "Derby Gaditano".